# لووپیماریک اسید
لووپیماریک اسید (به انگلیسی: Levopimaric acid) یک ترکیب شیمیایی با شناسه پاب‌کم ۲۵۲۰۱۱۰۵ است.